# Магнуссон, Аннели
Аннели Магнуссон, полное имя — Карин Аннели Катарина Магнуссон (швед. Karin Anneli Catarina Magnusson; род. 20 июня 1970, Вестерос) — шведская певица, известная под сценическим именем Pandora, одна из известнейших исполнителей направления евродэнс. Была невероятно популярна в Европе, особенно в Скандинавии, в середине 1990-х годов, а в Японии и Австралии — вплоть до рубежа 1990-х—2000-х.

## Биография

### Ранние годы
Аннели Магнуссон родилась 20 июня 1970 года в Вестеросе. Музыкой стала заниматься дома в возрасте 9 лет. В 14-летнем возрасте она стала выступать вживую в одном из находящихся рядом с домом кафе. В 16 лет Аннели поступила в музыкальный колледж в Вестеросе. Впоследствии руководство колледжа порекомендовало Магнуссон продюсерской компании Hit Vision (Мартин Анкелиус, Петер Йоханссон, Хенрик Андерссон), искавшим молодую певицу для своего нового проекта. Вскоре был подписан контракт с лейблом Virgin Records.

### Музыкальная карьера
В октябре 1993 года был выпущен дебютный сингл Аннели Магнуссон, взявшей сценический псевдоним Pandora, под названием "Trust Me". Сингл получил статус "золотого" в Швеции и обошёл по количеству продаж дисков все остальные песни в 1993 году. Огромной популярностью этот сингл пользовался и в других странах, особенно в скандинавских. В декабре 1993 года вышел второй сингл "Come On And Do It", также ставший весьма успешным. В том же 1993 году вышел дебютный альбом под названием "One Of A Kind" ставший "золотым" в Швеции.
В 1994 году вышли синглы "One Of A Kind", "Something's Gone" и "Tell The World", которые имели коммерческий успех.
Успех был закреплён в 1995 году, когда был выпущен второй альбом "Tell The World", ставший "золотым" в Швеции и Японии. Синглы с этого альбома ("Don't You Know" "The Naked Sun" и "One Of Us"), занимали высокие позиции в национальных чартах различных стран.
Вышедший в 1996 году сингл "A Little Bit" стал "платиновым" в Австралии. Также в 1996 году вышел альбом "Changes", ставший "платиновым" в Японии.
В 1997 году сингл "Smile 'n' Shine" попал в чарты Швеции, Финляндии и Австралии. Другие синглы, выпущенные в 1997 году, не добились сколь-нибудь заметного успеха. Зато новый альбом под названием "This Could Be Heaven" получил "платиновый" статус в Японии.
В 1998 году Магнуссон записала песню "Spirit To Win" специально для Зимних Олимпийских игр в Нагано.
Альбом "Breathe", вышедший в 1999 году, стал "золотым" в Японии.
Несмотря на спад популярности в XXI веке Аннели продолжала выпускать альбомы и синглы, не прекращая свою музыкальную карьеру.
Седьмой студийный альбом Pandora, "A Little Closer", был выпущен в 2001 году, но не попал в чарты. Альбом "Won't Look Back" был выпущен в 2002 году. В 2003 году Pandora участвовала в конкурсе Melodifestivalen 2003 с песней "You". Трек не смог пройти отборочный тур. Позже, в 2003 году, Пандора выпустила свой девятый студийный альбом "9 Lives", который занял 16-е место в шведском чарте. В 2004 году Пандора снова приняла участие в Melodifestivalen 2004 с песней "Runaway". Трек также не смог пройти отборочный тур.
28 марта 2007 года Pandora обвинила британскую группу Евровидения Scooch в плагиате ее песни 1999 года "No Regrets" и планировала подать жалобу в EBU. В ответ на заявление о плагиате BBC опубликовала заявление, в котором говорилось, что песня "Scooch" является оригинальной, а авторы "никогда не знали о Пандоре или ее песнях". В Би-би-си подтвердили, что дублирования не было.
В ноябре 2007 года Pandora выпустила альбом Celebration with United DJs. Альбом был создан в сотрудничестве с различными ди-джеями, которые перезаписали и сделали ремиксы на ее самые лучшие хиты. Альбом поднялся на 38 строчку в чарте Швеции. В ноябре 2011 года Пандора выпустила свой десятый студийный альбом Head Up High.
Весной 2020 года Пандора приняла участие в финской версии телешоу "Певица в маске" в образе павлина.
В следующем году она приняла участие в Uuden Musiikin Kilpailu, финском отборе на конкурс песни «Евровидение 2021», исполнив песню «I Love You» вместе с Teflon Brothers, где они заняли 2-е место после Blind Channel.

### Личная жизнь
У Аннели Магнуссон есть сын Леон (род. в августе 2004 года), который живёт вместе с ней в Швеции.

## Дискография

### Альбомы
- One Of A Kind (1993)
- Tell The World (1995)
- Changes (1996)
- This Could Be Heaven (1997)
- Breathe (1999)
- No Regrets (1999)
- A Little Closer (2000)
- Won't Look Back (2002)
- 9 Lives (2003)
- Head Up High (2011)

### Синглы
- Trust Me (1993)
- Come On And Do It (1993)
- One Of A Kind (1994)
- Something's Gone (1994)
- Tell The World (1994)
- Don't You Know (1995)
- The Naked Sun (1995)
- One Of Us (1995)
- A Little Bit (1996)
- Smile 'n' Shine (1997)
- Single Life (1997)
- Show Me What You Got (1997)
- Spirit To Win (1998)
- Bright Eyes (1998)
- This Could Be Heaven (1998)
- You Drive Me Crazy (1998)
- Mr. Right (1998)
- You'll Be Alright (1999)
- You Don't Want to Know (1999)
- I Won't Look Back (1999)
- No Regrets (1999)
- I Need to Know (2001)
- Every Second Beat (2001)
- Don't Worry (2001)
- When I'm Over You (2002)
- You (2003)
- Runaway (2004)
- I'm Confused (2004)
- I Feel Alive (2013)